# 価格等統制令
価格等統制令（かかくとうとうせいれい、旧字体：價格等統制令、昭和14年10月18日勅令第703号）は、1939年（昭和14年）10月18日に公布され、2日後に施行された日本の勅令。
統制する物は、官報の商工省からの告示にて、最高販売価格が指定されている。 

## 規定
国家総動員法第19条は「政府ハ戦時ニ際シ国家総動員上必要アルトキハ勅令ノ定ムル所ニ依リ価格、運送賃、保管料、保険料、賃貸料、加工賃ニ関シ命令ヲ為スコトヲ得」と規定し価格統制の根拠規定となっていた。
価格等統制令は同条の「勅令」として地代家賃統制令とともに1939年（昭和14年）10月18日に公布された。
なお、国家総動員法第19条は後の法改正で「修繕料其ノ他ノ財産的給付」にも拡大された。

## 沿革
当時、日本は日中戦争の長期化により生活に必要な物資や食糧が欠乏し、国民は生活に苦しんでいた。物価の騰貴への対策として、1937年（昭和12年）8月に暴利取締令の改正強化が行われ、1938年（昭和13年）には輸出入品等臨時措置法に基づき物品販売価格取締規則など多数の省令が公布された。
更に1939年（昭和14年）9月にはヨーロッパで第二次世界大戦が始まった。そこで政府は、経済統制のために国家総動員法に基づいて価格を据え置いて値上げを禁止し、同年9月18日現在の価格をもって上限とする公定価格制を実施するという価格統制令を出したのである。しかし、この法令により国民の窮乏化はさらに促進された。
第二次世界大戦終了後も物資・食糧の欠乏とインフレーションは解消されず、1946年（昭和21年）3月3日に物価統制令が公布されたことにより廃止された。

## 関連勅令
国家総動員法第19条に基づく他の勅令
- 地代家賃統制令（昭和14年10月18日勅令第678号）
- 小作料統制令（昭和14年12月6日勅令第823号）
- 宅地建物等価格統制令（昭和15年11月21日勅令第781号）
- 臨時農地価格統制令（昭和16年1月30日勅令第109号）
- 株式価格統制令（昭和16年8月30日勅令第834号）